# Nii Welbeck
Nii Aryee Welbeck (ur. 3 października 1976 w Sekondi-Takoradi, zm. 15 listopada 2014) – piłkarz ghański grający na pozycji obrońcy. W swojej karierze rozegrał pięć meczów w reprezentacji Ghany.

## Kariera klubowa
Karierę piłkarską Welbeck rozpoczął w klubie Okwawu United z miasta Nkawkaw. W 1993 roku awansował do kadry pierwszego zespołu i w sezonie 1993/1994 zadebiutował w nim w ghańskiej Premier League. W Okwawu United grał do końca sezonu 1995/1996.
W 1996 roku Welbeck odszedł z Okwawu United do szwajcarskiego klubu FC Winterthur. Przez rok grał w nim w drugiej lidze. W 1997 roku został zawodnikiem tureckiego Çanakkale Dardanelspor, w którym również występował przez rok. Następnie był zawodnikiem zespołów GS Kallithea, Okwawu United oraz BV Cloppenburg.
W 2000 roku Welbeck wrócił do ojczyzny, do Okwawu United. Grał w nim do końca swojej kariery, czyli do 2002 roku.

## Kariera reprezentacyjna
W reprezentacji Ghany Wellbeck zadebiutował w 1996 roku. W tym samym roku wystąpił z kadrą olimpijską na Igrzyskach Olimpijskich w Atlancie. W kadrze narodowej od 1996 do 1998 roku rozegrał 4 mecze.
W 1993 roku Wellbeck zagrał z kadrą Ghany U-17 na Mistrzostwach Świata U-17. Wywalczył na nich wicemistrzostwo świata.